# Selaginella erectifolia
Selaginella erectifolia är en mosslummerväxtart som beskrevs av Antoine Frédéric Spring. Selaginella erectifolia ingår i släktet mosslumrar, och familjen mosslummerväxter. Inga underarter finns listade i Catalogue of Life.